# Linor Abardzsil
Linor Abardzsil (héberül: לינור אברג'יל, angolosan: Linor Abargil, néha Linor Aberjil módon írva) (Netánja, 1980. február 17. –) izraeli ügyvéd, színésznő, modell, szépségkirálynő, aki elnyerte a Miss World címet 1998-ban, röviddel azután, hogy megerőszakolták. Azóta nemzetközi jogász lett, a szexuális erőszak elleni küzd. Elődje, Diana Hayden (Miss World 1997) koronázta meg.

## Életrajz
Abardzsil Netánjában született, Izraelben, Aliza és Jackie Abardzsil első gyermekeként. Marokkói zsidók leszármazottja.
Csak hét héttel Miss Worlddé koronázása előtt az akkor 18 éves Abardzsilt utazási ügynöke, Uri Slomó Nur késsel fenyegetve megerőszakolta Milánóban, Olaszországban. Linor jelentette az erőszakot az olasz hatóságoknak, akik először elengedték a férfit, bizonyítékok hiánya miatt. Később jelentette a nemi erőszakot az izraeli hatóságoknak, akik letartóztatási parancsot adtak ki Slomó ellen és megkezdődtek a kiadatási eljárások. Nurt végül csellel vették rá, hogy visszatérjen Izraelbe. Nemi erőszak miatt állították bíróság elé, és a kocsijában talált DNS-bizonyíték alapján el is ítélték, 16 év börtönre. Abardzsil felhívta a nők figyelmét, hogy kövessék a példáját.
2013-ban dokumentumfilm  jelent meg, Brave Miss World címmel az esetről, valamint az azt követő aktivista tevékenységéről. A film producere Cecilia Peck, Gregory Peck lánya volt.

## Magánélete
Šarūnas Jasikevičius litván kosarashoz ment férjhez egy Barcelonához közeli településen tartott szertartáson, 2006 júliusában. 2008-ban elváltak. 2010-ben Abardzsil hozzáment Oren Halfon menedzserhez, és felvette az ortodox judaizmust, azaz nagyon vallásos zsidóvá vált. 2012-ben ikreket szült (egy fiút és egy lányt), majd 2013-ban lánya született. Abardzsil egyetemi diplomát is szerzett a Netanya Academic College jogi karán, és az izraeli ügyvédi kamara tagja lett.